# Kyōko Koizumi
Kyōko Koizumi  (小泉今日子?, Koizumi Kyōko), conosciuta anche con il soprannome di Kyon Kyon (Atsugi, 4 febbraio 1966) è una cantante e attrice giapponese.
In Giappone la sua musica è pubblicata dall'etichetta Victor Entertainment. Dal 1983 al 1994, ha battuto il record di avere singoli in Top 10 per 12 anni consecutivi, un record che è stato poi superato da Namie Amuro. Nel 1995 sposò l'attore Nagase Masatoshi, da cui divorziò nel 2004. La cantante ha lavorato con la rinomata compositrice di musica per anime Yōko Kanno, che ha composto anche la musica per il ventunesimo album di Kyoko, Otoko no Ko Onna no Ko. Negli anni '90, sotto il nome di Koizumix Production, ha pubblicato diversi remix della sua musica in versione dance su vinile.
Come attrice, ha preso parte a diversi film e serie televisive, tra i quali figurano due dei film giapponesi che hanno avuto più successo in anni recenti: Bayside Shakedown o Odoru Daisousasen: The Movie (1998) e Onmyoji (2001). Nei due lungometraggi, ha interpretato rispettivamente il serial killer e la strega. Nel 2006 ha interpretato Eriko nel film di Toshiaki Toyoda Hanging Garden, e successivamente ha vinto il premio come "Miglior Attrice" al ventiseiesimo Hochi Film Award, per il film Kaza Hana.

## Discografia

### Singoli
| Anno | Titolo                                                                              | Lato B | Posizione Massima | Album                                            |
| ---- | ----------------------------------------------------------------------------------- | --- | ----------------- | ------------------------------------------------ |
| 1982 | Watashi no 16sai (私の16才)                                                         | Saniro Remon (三色れもん)                                                                                       | 22                | My Fantasy                                       |
| 1982 | Suteki na Lovely Boy (素敵なラブリーボーイ)                                         | Koi no Hit Chart No.1 (恋のヒットチャートNo.1)                                                                  | 19                | My Fantasy                                       |
| 1982 | Hitori Machikado (ひとり街角)                                                       | Teenage Dream (Teenageどりーむ)                                                                                 | 13                | Utairo no Toki                                   |
| 1983 | Harukaze no Yuuwaku (春風の誘惑)                                                    | Mayonaka no Lesson (真夜中のレッスン)                                                                           | 10                | Breezing                                         |
| 1983 | Makkana Onna no Ko (まっ赤な女の子)                                                 | Gogo no Hill-Side Terrace (午後のヒルサイドテラス)                                                              | 8                 | Breezing                                         |
| 1983 | Hanbum Shojo (半分少女)                                                             | Coconuts Dream (ココナッツ・ドリーム)                                                                           | 4                 | WHISPER                                          |
| 1983 | Ade Sugata Namida Musume (艶姿ナミダ娘)                                             | Midareru Heart (乱れるハート)                                                                                   | 3                 | Celebration                                      |
| 1984 | Nagisa no Haikara Ningyo (渚のハイカラ人魚)                                         | Kaze no Magical (風のマジカル) Utilizzata come sigla di chiusura del film "Doraemon: Nobita no makai daibōken". | 1                 | Celebration                                      |
| 1984 | Meikyuu no Andorora (迷宮のアンドローラ)                                            | DUNK（男区） | 1                 | Celebration                                      |
| 1984 | Yamato Nadeshiko Shichi Henge (ヤマトナデシコ七変化)                                | Yokohama Sweet Rain (ヨコハマ・スイート・レイン)                                                                | 1                 | Celebration                                      |
| 1984 | Yamato Nadeshiko Shichi Henge (Long Version) (ヤマトナデシコ七変化（Long Version）) | Ade Sugata Namida Musume (Long Version) (艶姿ナミダ娘（Long Version）)                                          | 1                 | Best of Kyong King                               |
| 1984 | The Stardust Memory                                                                 | Namida no My Lonely Boy (涙のMyロンリーボーイ)                                                                  | 1                 | Today's Girl                                     |
| 1985 | Tokonatsu Musume (常夏娘)                                                           | Aishuu Komachi (哀愁小町)                                                                                       | 1                 | Flapper                                          |
| 1985 | Heartbreak (ハートブレイク)                                                         | Taiyo no Yuuwaku (太陽の誘惑)                                                                                   | 6                 | Best of Kyong King                               |
| 1985 | Majō (魔女)                                                                         | Kibun wa Heartbreak (気分はハートブレイク)                                                                      | 1                 | Do you Love Me Kyoko Koizumi Best                |
| 1985 | Nantettatte Idol (なんてたってアイドル)                                             | Haitoku no Reijō (背徳の令嬢)                                                                                   | 1                 | Kyōko no Kiyoku Tanoshiku Utsukushiku            |
| 1986 | 100％ Danjo Kosai 100%男女交際)                                                     | Jiyuu na Taiyo (自由な太陽)                                                                                     | 2                 | Liar                                             |
| 1986 | Yoake no MEW (夜明けのMEW)                                                          | Non Non Non | 2                 | The Best                                         |
| 1986 | Kogarashi ni Dakarete (木枯らしの抱かれて)                                          | Blueage Dream                                                                                                   | 3                 | Hippies                                          |
| 1987 | Mizu no Rouge (水のルージュ)                                                        | Kiss | 1                 | Phantasien                                       |
| 1987 | Mizu no Rouge (DANCING MIX)                                                         | - | 4                 | Phantasien                                       |
| 1987 | Smile Again                                                                         | Tenshi ni Naritai (天使になりたい)                                                                              | 2                 | Ballad Classic                                   |
| 1987 | Kissu wo Tomenaide (キッスを止めないで)                                             | Velvet Voice na Yoru (ベルベットボイスな夜)                                                                     | 1                 | Best of Kyong King                               |
| 1988 | Good Morning-Call                                                                   | Ha Ji Me Te (は・じ・め・て)                                                                                    | 2                 | BEAT BOP/KOIZUMI KYOKO SUPER SESSION             |
| 1988 | Natsu no Time Machine (夏のタイムマシーン)                                          | Live On Saturday Night                                                                                          | 7                 | Koizumi Chronicle-Complete Single Best 1982-2017 |
| 1988 | Natsu no Time Machine (夏のタイムマシーン)                                          | Kairyoku! Jodel Musume (怪力!ヨーデル娘)                                                                        | 7                 | Koizumi Chronicle-Complete Single Best 1982-2017 |
| 1988 | Kaitō Ruby (快盗ルビ)                                                               | Tatoeba Forever (たとえばフォーエバー)                                                                          | 2                 | Best of Kyong King                               |
| 1989 | Fade Out                                                                            | Shuuchuu Dekinai (集中できない)                                                                                 | 2                 | KOIZUMI IN THE HOUSE                             |
| 1989 | Gakuen Tengoku (学園天国) Cover dei Finger 5                                        | Tsuki wa Nandemo Shitteru Kuse ni Shiran Kaoshite Kagayatteiru (月は何でも知ってるくせに知らん顔して輝いている) | 2                 | Natsumero                                        |
| 1990 | Minogashitekureyo! (見逃してくれよ！)                                               | Knorr "Cup Soup" Meisaku CM Super Remix (クノール「カップスープ」名作CMスーパーリミックス)                      | 1                 | Koizumi Chronicle-Complete Single Best 1982-2017 |
| 1990 | La La La…                                                                           | La La La…(Dub Mix)                                                                                              | 10                | Nº 17                                            |
| 1990 | La La La…                                                                           | Drive (Short Version) (ドライブ(Short Version))                                                                 | 10                | Nº 17                                            |
| 1991 | Oka wo Koete (丘を越えて)                                                           | No No No (Dub Mix)                                                                                              | 10                | Nº 17                                            |
| 1991 | Anata ni Aeta Yokatta (あなたに会えたよかった)                                      | Saigo no Kiss (最後のKiss)                                                                                      | 1                 | AFROPIA                                          |
| 1992 | Jibun wo Mitsumete (自分を見つめて)                                                 | 1992nen, Natsu (1992年、夏)                                                                                     | 4                 | ANYTIME                                          |
| 1993 | Yasashii Ame (優しい雨)                                                             | Eien no Tomodachi (永遠の友達)                                                                                  | 2                 | ANYTIME                                          |
| 1994 | My Sweet Home                                                                       | Yatsura no Hashioto no Ballade (Rhytmless Version) (やつらの足音のバラード(Rhytmless Version)                   | 4                 | ANYTIME                                          |
| 1994 | Tsuki Hito Shizuku (月ひとしずく)                                                   | Lunacy na Jibun ni Hikarete (ルナシーナ自分にひかれて)                                                          | 7                 | ANYTIME                                          |
| 1995 | BEAUTIFUL GIRLS                                                                     | BEAUTIFUL GIRLS (Slow Version)                                                                                  | 14                | KYON3 ~Koizumi The Great 51~                     |
| 1995 | BEAUTIFUL GIRLS                                                                     | Glass no Bin (ガラスの瓶)                                                                                       | 14                | KYON3 ~Koizumi The Great 51~                     |
| 1996 | Otoko no Ko Onna no Ko (オトコのコ オンナのコ)                                      | Boku no Heya no Mado (僕の部屋の窓)                                                                             | 19                | Otoko no Ko Onna no Ko                           |
| 1998 | Nobody can, but you (CF Version)                                                    | A Beginning Day (Original Version)                                                                              | 78                | KYO→                                             |
| 1999 | For My Life                                                                         | Inner Flower (The Girl from Fae East)                                                                           | 33                | KYON3 ~Koizumi The Great 51~                     |
| 2013 | Shiosai no Memody (潮騒のメモリー)                                                  | Shiosai no Melody (Original Karaoke)                                                                            | 2                 | Koizumi Chronicle-Complete Single Best 1982-2017 |
| 2014 | T Jiro (T字路)                                                                      | | 14                | Koizumi Chronicle-Complete Single Best 1982-2017 |

### Singoli come Anmitsu Hime (Koizumi Kyōko)
| Anno | Titolo                                  | Lato B                              | Posizione Massima | Album       |
| ---- | --------------------------------------- | ----------------------------------- | ----------------- | ----------- |
| 1984 | Climax Goisshoni (クライマックス御一緒) | Anmitsu-hime NGshu (あんみつ姫NG集) | 4                 | Celebration |

### Singoli come KOIZUMIX PRODUCTION
| Anno | Titolo                                                 | Tracce | Tracce                                                        | Posizione |
| ---- | ------------------------------------------------------ | ------ | ------------------------------------------------------------- | --------- |
| 1991 | Kaze Ni Naritai / Process (Dub Master X Remix)         | Lato A | Kaze ni Naritai (風になりたい) (Instrumental)                 | -         |
| 1991 | Kaze Ni Naritai / Process (Dub Master X Remix)         | Lato A | Process (プロセス) (DUB MASTER X REMIX)                       | -         |
| 1991 | Kaze Ni Naritai / Process (Dub Master X Remix)         | Lato B | Process (Dub's Dub)                                           | -         |
| 1993 | KOIZUMIX PRODUCTION VOL.1 (N.Y. REMIX OF BAMBINATER)   | Lato A | When Will I See You Again (Massive Sounds Club Mix)           | -         |
| 1993 | KOIZUMIX PRODUCTION VOL.1 (N.Y. REMIX OF BAMBINATER)   | Lato A | Tokyo Disco Night (Pal Joey Disco Night Mix)                  | -         |
| 1993 | KOIZUMIX PRODUCTION VOL.1 (N.Y. REMIX OF BAMBINATER)   | Lato B | Sexy Heaven (King Street Sound Club Mix)                      | -         |
| 1993 | KOIZUMIX PRODUCTION VOL.2 (LONDON REMIX OF BAMBINATER) | Lato A | Drive (London Drive Mix)                                      | -         |
| 1993 | KOIZUMIX PRODUCTION VOL.2 (LONDON REMIX OF BAMBINATER) | Lato A | Les Vacances De Mademoiselle Kyon² (Rapino In Kabuki 12" Mix) | -         |
| 1993 | KOIZUMIX PRODUCTION VOL.2 (LONDON REMIX OF BAMBINATER) | Lato B | Love-Ballad (Stompin 12" Mix)                                 | -         |
| 1999 | Drivin' Nite; Goin' On                                 | Lato A | Drivin' Nite; Goin' On (Back Seat Mix)                        | -         |
| 1999 | Drivin' Nite; Goin' On                                 | Lato B | Itsuka Kitto (いつか きっと) (Dollis Hill Soul Mix)           | -         |
| 1999 | Drivin' Nite; Goin' On                                 | Lato B | Drivin' Nite; Goin' On (Mu-Tron Mix)                          | -         |

### Album
- My Fantasy (マイ・ファンタジ) – 1982
- Utairo no Toki (詩色の季節) – 1982
- Breezing – 1983
- Whisper – 1983
- Betty – 1984
- Today's Girl – 1985
- Flapper – 1985
- Kyōko no Kiyoku Tanoshiku Utsukushiku (今日子の清く楽しく美しく) – 1986
- Liar – 1986
- Hippies – 1987
- Phantasien – 1987
- Beat Pop – 1988
- Nostalgic Melody (ナツメロ – Natsumero) – 1988
- Koizumi in the House – 1989
- No. 17 – 1990
- Afropia – 1991
- Bambinater (EP, come Koizumix Production) – 1992
- Travel Rock – 1993
- Otoko no Ko Onna no Ko (オトコのコ オンナのコ) – 1996
- KYO→– 1998
- Inner Beauty (EP) – 2000
- Kyō 2 (EP) – 2001
- Atsugi I.C. (厚木 I.C.) – 2003
- Nice Middle – 2008
- Koizumi Chansonnier – 2012

### Album remix
- Fade Out – Super Remix Tracks' (EP)(come Koizumix Production) – 1989
- KOIZUMIX PRODUCTION I (EP) (come Koizumix Production)  – 1990
- KOIZUMIX PRODUCTION II (EP) (come Koizumix Production) – 1990
- KOIZUMIX PRODUCTION III (EP) (come Koizumix Production) – 1990
- Super Remix Tracks II (EP) (come Koizumix Production)– 1990
- HIROSHI FUJIWARA REMIX(EP) (come Koizumix Production) – 1991
- OTO REMIX(EP) (come Koizumix Production) – 1991
- Bambinater (come Koizumix Production) – 1992
- REMIX TRAVEL ROCK(EP) (come Koizumix Production)– 1994
- Master Mix Party (come Koizumix Production) – 1993
- 89–99 Collection – Koizumix Production (compilation) – 1999
- 89–99 VINYL – Koizumix Production (compilation) – 1999
- KP20 89-08 ～RARE & MORE COLLECTION～– Koizumix Production (compilation) – 2008

### Colonne sonore originali
- Boku no Onna ni Te wo Dasuna (ボクの女に手を出すな) – 1987
- Kaitou Ruby (快盗ルビイ) – 1988

### Raccolte
- Super best – Thank you Kyōko – 1983
- Celebration – 1984
- Melodies – Kyōko Koizumi Song Book (album strumentale) – 1985
- Do You Love Me – 1985
- The Best (ザ・ベスト) – 1986

- Ballad Classics – 1987
- CD File vol. 1 (singles A&B) – 1987
- CD File vol. 2 (singles A&B) – 1987
- CD File vol. 3 (singles A&B) – 1987
- Best of Kyong King – 1988
- Ballad Classics II – 1989
- CD File vol. 4 (singles A&B) – 1989
- K2 Best Seller – 1992
- Anytime – 1994
- KYON3 ~Koizumi The Great 51~ – 2002
- K25 Kyōko Koizumi All Time Best – 2007
- Kyon30: Nantettatte 30nen – 2012
- Koizumi Chronicle-Complete Single Best 1982-2017 – 2017

### Album dal vivo
- KKPP - TOUR 2022 Live at Nakano Sunplaza Hall – 2022

## Filmografia

### Film
- Seito Shokun (1984)
- Sanpo suru shinryakusha (2017)
- Gō-Gō Datte Neko Dearu (2008)
- Tokyo Sonata (2008)
- TenTen / Adrift in Tokyo (2007)
- Nada Sō Sō (2006)
- Yuki ni Negau Koto / What the Snow Brings (2005)
- Kūchū Teien / The Hanging Garden (2005)
- Survive Style 5+ (2005)
- Rockers (2003)
- Yin-Yang Master (2001)
- Aoi Haru / Blue Spring (2001)
- Kaza-hana (2000)
- Kyōhansha (1999)
- Odoru daisōsasen: The Movie (conosciuto anche come Bayside Shakedown) (1998)
- Fukigen na Kako (2016)

### Serie e programmi televisivi
- Super salaryman Saenai-shi (2017)
- Hatachi no Koibito (TBS, 2007)
- Sailor Fuku to Kikanju (TBS, 2006)
- Yasashii Jikan (Fuji TV, 2005, episodio 9)
- Kawa, Itsuka Umi e (NHK, 2003)
- Manhattan Love Story (TBS, 2003)
- Suika (NTV, 2003)
- Shiritsu Tantei Hama Mike (NTV, 2002)
- Koi wo Nannen Yasundemasu ka (TBS, 2001)
- Renai Kekkon no Rule (Fuji TV, 1999)
- Kamisan Nanka Kowakunai (TBS, 1998)
- Owari no Nai Dowa (TBS, 1998)
- Melody (TBS, 1997)
- Mada Koi wa Hajimaranai (Fuji TV, 1995)
- Boku ga Kanojo ni, Shakkin wo Shita Riyū (TBS, 1994)
- Chance (Fuji TV, 1993)
- Ai Suru to iu Koto (TBS, 1993)
- Anata Dake Mienai (Fuji TV, 1992)
- Papa to Nat-chan (TBS, 1991)
- Aishiatteru Kai (Fuji TV, 1989)
- Ashita wa Atashi no Kaze ga Fuku (NTV, 1989)
- Hanayome Ningo wa Nemuranai (TBS, 1986)
- Shōjo ni Nani ga Okotta ka (TBS, 1985)
- Ato wa Neru Dake (TV Asahi, 1983)
- Anmitsu Hime (Fuji TV, 1983)
- Tōge no Gunzo (NHK, 1982)
- Kangoku no ohimesama (2017)
- Offline Love (Netflix, 2025, presentatrice)